# Барбітурати
Барбітурати — гіпноседативні препарати, які часто називають снодійними. Барбітурати пригнічують центральну нервову систему і тому застосовуються в медицині як заспокійливі та снодійні (барбітал, етамінал-натрій), протисудомні лікувальні препарати (бензонал), а деякі (пентабарбітал, бутабарбітал) — в основному як допоміжні лікувальні препарати при загальній анестезії.

## Хімічні та фізичні властивості

Барбітурова кислота

Барбітурати - похідні барбітурової кислоти C4H4O3N2.
Барбітурова кислота в 5-6 разів сильніша за оцтову. 5-Монозаміщені кислоти барбітурової також досить сильні (напр. 5-етилбарбітурова кислота), а 5,5-дизаміщені (наприклад 5,5-діетилбарбітурова кислота) — дуже слабкі кислоти, слабші за вугільну кислоту.
Кислотні властивості барбітуратів дозволяють отримувати сольові форми, які на відміну від кислотних форм, розчинні у воді.
Синтезують барбітурати звичайно конденсацією дизаміщених малонових або ціанооцтових ефірів із сечовиною або диціанамідом у присутності натрію алкоголяту в розчині абсолютного спирту. Барбітурати — білі кристалічні речовини або біла піноподібна маса (гексенал), або суха пориста маса жовтуватого кольору зі своєрідним запахом (тіопентанал-натрій), гіркі на смак. Барбітурати — кислоти, практично нерозчинні або малорозчинні у воді, розчинні або важко розчинні у спирті та інших органічних розчинниках, легко розчинні в розчинах лугів. Солі гігроскопічні, розчинні або легкорозчинні у воді та спиртах, практично нерозчинні в етерах. Для підтвердження тотожності барбітуратів проводять реакції утворення комплексних солей з катіонами важких металів, утворення солей дизаміщених похідних оцтової кислоти, реакції конденсації та реакції на функціональні угруповання. Натрієві солі ідентифікують за іонами Na+ та Тпл кислотної форми. Для кількісного визначення використовують методи кислотно-основного титрування, аргентометрію (для кислотної або сольової форми) та гравіметрію для кислотних форм.

## Фармакокінетика
Усі барбітурати практично повністю абсорбуються у травному каналі (наприклад, абсорбція фенобарбіталу становить 80 %). У крові вони частково (5-75 %) з'єднуються з білками плазми. Погано абсорбуються різними органами і тканинами, добре проникають крізь тканинні бар'єри. Снодійний ефект розвивається через 30-60 хв. Біотрансформуються у печінці окисненням бічних ланцюгів до неактивних кислот, кетонів, спиртів. Швидкість біотрансформації залежить від структури барбітуратів і значною мірою визначає тривалість їх дії. Барбітурати з циклічними радикалами (наприклад, гексенал), а також сполуки тіобарбітурової кислоти (наприклад, тіопентал-натрій) швидко інактивуються в печінці і тому їхня дія є короткочасною — 10-20 хв. Усі останні барбітурати порівняно мало метаболізуються і повільно виділяються з організму, внаслідок чого відбувається їх кумуляція, а дія триває близько 8 год.
Барбітурати (особливо фенобарбітал) є сильними індукторами мікросомних ферментів печінки (цитохрому Р-450 і кон'югуючих ензимів). Одночасно з посиленням синтезу ферментів окиснення збільшується у 10-12 разів їх активність. Внаслідок цього у процесі комбінованої терапії можлива небезпечна взаємодія з іншими препаратами (антикоагулянтами групи кумарину, кортикостероїдами, пероральними контрацептивами, протиепілептичними засобами, ергокальциферолом тощо). З тієї ж причини після двох тижнів постійного застосування снодійний ефект барбітуратів припиняється (фармакокінетична толерантність).

## Фармакодинаміка
Барбітурати діють на пацієнтів як за наявності порушень сну, так і без них. Вони викликають скорочення ФШС і дельта-сну, порушують ритмічність циклів сну. Приймаючи барбітурати, внаслідок пригнічення фази швидкого сну, відповідального за модуляцію інтелектуальномнестичних і емоційних процесів, хворі відзначають погіршення запам'ятовування, втрату гостроти сприймання, гнучкості і рухливості психічних процесів. До того ж, навіть після одноразового прийому барбітуратів спостерігається постгіпнотичний ефект (запаморочення, слабкість, непевна хода, недоладне мовлення, нудота тощо), який посилюється при повторному застосуванні. Після безсонної ночі хворий робить менше помилок, ніж після ночі з прийманням барбітурату перед сном.
Снодійний ефект зумовлений впливом їх на проведення збудження в численних синапсах різноманітних структур мозку. Точками впливу є кора великого мозку, сітчастий утвір, гіпоталамус, лімбічна система, таламус, у яких відбувається недиференційоване гальмування у вигляді мікронаркозу. Останнім часом доведено існування специфічних барбітуратних рецепторів (вважають, що вони, як і бензодіазепінові рецептори, входять до комплексу ГАМК-рецепторів), стимуляція яких підвищує чутливість ГАМК-рецепторів. Таким чином підвищується активність ендогенної синаптичної ГАМК.
Депримуюча дія барбітуратів залежить від їх дози. Призначення доз нижчих за гіпнотичні (1/3-1/20 снодійної дози) викликає седативний ефект, що використовується у випадках комбінування барбітуратів з іншими лікарськими засобами, наприклад при вегетативно-судинній дистонії, гіпертензивній і виразковій хворобах для отримання анальгетичного ефекту. Вищі дози барбітуратів мають протисудомну дію. Фенобарбітал — найактивніший з барбітуратів — є високоефективним і безпечним протиепілептичним засобом (за рахунок етильної групи у п'ятому положенні).

## Інтоксикація
Токсичні дози барбітуратів (5-10 г) призводять до глибокого пригнічення ЦНС — наркоз, навіть смерть, внаслідок паралічу дихального і судинорухового центрів. При цьому індивідуальні варіанти надзвичайно великі — можна врятувати людину після прийняття 20 г фенобарбіталу і можлива смерть після прийняття 1,5 г його.
Лікування при гострих отруєннях проводять за загальними принципами: прискорене виведення отрути (промивання шлунка, форсований діурез, введення лужних розчинів, гемодіаліз) і відновлення життєво важливих функцій — дихання, кровообігу (кисень, штучна вентиляція легень, зокрема застосування дихальних апаратів або респіратора з трахеотомією). Аналептики (бемегрид, кордіамін) призначають тільки в разі легких форм отруєння; при тяжких формах вони навіть можуть погіршити стан хворого. Результати лікування, безсумнівно, залежать від прийнятої дози. Іноді 15-20-разова снодійна доза може викликати незворотний стан.
Як правило, прогноз сприятливий, якщо протягом 36 годин від моменту отруєння вдається відновити стан, але ще протягом 4 днів після отруєння барбітуратами життя хворого слід вважати загроженим.